# Ecnomus veratus
Ecnomus veratus är en nattsländeart som beskrevs av Cartwright 1990. Ecnomus veratus ingår i släktet Ecnomus och familjen trattnattsländor. Inga underarter finns listade i Catalogue of Life.